# Comitato Olimpico dell'Arabia Saudita
Il Comitato Olimpico dell'Arabia Saudita (noto anche come اللجنة الأولمبية العربية السعودية in arabo) è un'organizzazione sportiva saudita, nata nel 1964 a Riyadh, Arabia Saudita.
Rappresenta questa nazione presso il Comitato Olimpico Internazionale (CIO) dal 1965 ed ha lo scopo di curare l'organizzazione ed il potenziamento dello sport in Arabia Saudita e, in particolare, la preparazione degli atleti sauditi, per consentire loro la partecipazione ai Giochi olimpici. L'associazione è, inoltre, membro del Consiglio Olimpico d'Asia.
L'attuale presidente dell'organizzazione è Abd Allah bin Musa'id Al Sa'ud, mentre la carica di segretario generale è occupata da Rashed Hamed Alheraiwel.